# Coleophora musculella
Coleophora musculella é uma espécie de mariposa do gênero Coleophora pertencente à família Coleophoridae.